# Kevin Berry
Kevin John Berry (ur. 10 kwietnia 1945 w Sydney, zm. 7 grudnia 2006 tamże) – pływak australijski, mistrz olimpijski, dziennikarz sportowy.
Był drugim z siedmiorga rodzeństwa, pływać nauczył się dzięki starszej siostrze. Jeden z jego młodszych braci Paul również próbował sił jako pływak, ale ostatecznie wybrał karierę rugbysty. Kevin Berry uczęszczał do szkoły średniej De La Salle College Ashfield i występował w szkolnych reprezentacjach rugby i lekkoatletyki. W 1956 rozpoczął regularne treningi pływackie w Pyrmont Club. Dwa lata później odniósł pierwsze zwycięstwo w zawodach, płynąc stylem motylkowym, który przyniósł mu później największe sukcesy. Nastoletni pływak trafił pod opiekę trenera Dona Talbota i sięgnął po trzy medale mistrzostw Nowej Południowej Walii do lat 14 w 1959. Talbot uznał podopiecznego za kandydata do występu na olimpiadzie w Rzymie w kolejnym roku i Berry potwierdził te oczekiwania, zapewniając sobie miejsce w kadrze srebrnymi medalami na 110 i 220 jardów stylem motylkowym kolejno na dorosłych mistrzostwach Nowej Południowej Walii i mistrzostwach Australii na początku 1960.
W wieku 15 lat przyczynił się do zdobycia przez Australię w Rzymie wicemistrzostwa olimpijskiego w sztafecie 4 × 100 m stylem zmiennym; płynął jednak jedynie w eliminacjach zawodów sztafetowych i zgodnie z ówczesnymi zasadami nie znalazł się na liście medalistów (medale przypadły płynącym w finale Neville Hayesowi, Davidowi Theile, Terry’emu Gathercole i Geoffowi Shiptonowi). Dobrze Berry zaprezentował się również w indywidualnym wyścigu na 200 m stylem motylkowym. Do finału zakwalifikował się z piątym rezultatem, by zająć ostatecznie szóste miejsce (mistrzem został Amerykanin Michael Troy, a inny Australijczyk Neville Hayes sięgnął po srebro).
W 1961 Berry pozostawał nadal w cieniu nieco starszego Hayesa, który pokonał go w stylu motylkowym zarówno na mistrzostwach kraju, jak i mistrzostwach stanowych. Rok później w czasie międzypaństwowych spotkań z pływakami japońskimi Berry’emu udało się pokonać Hayesa, a następnie potwierdził on rosnącą dyspozycję rekordami świata na 110 i 220 jardów motylkiem na mistrzostwach Nowej Południowej Walii. Rekord na dłuższym dystansie Berry poprawił jeszcze na mistrzostwach Australii, pieczętując zarazem swoje miejsce w kadrze narodowej na igrzyska Wspólnoty Brytyjskiej w Perth. Zawody te przyniosły Berry'emu trzy złote medale - na obu dystansach indywidualnych stylem motylkowym oraz w sztafecie 4 × 110 jardów stylem zmiennym.
W 1963 Berry pozostawał niepokonany w kraju w stylu motylkowym, a także odbył podróż na serię zawodów do Europy. W tym samym roku został przyjęty na Indiana University, gdzie trafił pod opiekę słynnego trenera Doca Counsilmana. Na mistrzostwach USA musiał uznać wyższość Carla Robiego, który następnie odebrał mu rekordy świata w stylu motylkowym. W 1964 przystąpił do eliminacji kadry olimpijskiej w Australii. Trudności finansowe zmusiły go do dorabiania sobie na stacji benzynowej i w restauracji przy zmywaniu naczyń, ale ponownie wykazał się dobrą dyspozycją, która pozwoliła mu uzyskać rekordy świata na 100 i 200 m stylem motylkowym. Przed samymi zawodami olimpijskimi w Tokio wydawał się być w gorszej formie, szczególnie wobec wyników Robiego, który w eliminacjach i półfinale dwukrotnie poprawiał rekord olimpijski na 200 m motylkiem. W wyścigu finałowym Berry jednak ponownie pobił rekord świata i zdobył tytuł mistrzowski. Do tego trofeum dołożył jeszcze w Tokio brąz w sztafecie 4 × 100 stylem zmiennym, startując razem z Peterem Reynoldsem, Ianem O’Brienem i Davidem Dicksonem. Rekord Berry’ego na 200 m motylkiem przetrwał trzy lata i dopiero w 1967 został poprawiony przez Marka Spitza.
Po tokijskich igrzyskach Berry wrócił do studiów na Indiana University. Ze zmiennym szczęściem rywalizował z Carlem Robiem na zawodach akademickich, a w 1966 wycofał się z igrzysk Wspólnoty Brytyjskiej w Kingston (Jamajka) na wiadomość o śmierci ojca. W kolejnym roku ogłosił zakończenie kariery sportowej i ożenił się (z małżeństwa urodziło się dwoje dzieci). Kilkakrotnie zmieniał kierunek studiów, z kierunku biznesowego przechodząc na dziennikarstwo radiowo-telewizyjne i wreszcie na fotografię. Przez dwa lata pracował jako fotoreporter w USA, potem powrócił do Australii, gdzie był związany z gazetą „Sydney Morning Herald”. W latach 1985–1987 kierował działem sportowym stacji radiowo-telewizyjnej Australian Broadcasting Corporation (ABC), następnie zajął się prywatnym biznesem sportowym. Zainteresowany historią sportu, opublikował m.in. książkę 2000 Things You Didn’t Know About The Olympic Games.
Kevin Berry ustanowił łącznie 12 rekordów świata, zdobył dwa medale olimpijskie, trzy złote medale igrzysk Wspólnoty Brytyjskiej, sześć tytułów mistrza Australii. W 1980 jego nazwisko wpisano do International Swimming Hall of Fame. Wychowany w rodzinie katolickiej, po występie olimpijskim w Rzymie był przyjęty na prywatnej audiencji przez Jana XXIII. Razem ze swoimi trzema katolickimi kolegami z reprezentacji zapraszał wówczas papieża do Australii, oferując mu zarazem lekcje pływania.